# وزير الطاقة (الولايات المتحدة)
وزير الطاقة في الولايات المتحدة هو رئيس وزارة الطاقة الأمريكية، وهو عضو في مجلس الوزراء للولايات المتحدة، والخامس عشر في تسلسل التداول الرئاسي في الولايات المتحدة. تأسس المنصب في 1 أكتوبر 1977 مع إنشاء وزارة الطاقة عندما وقع الرئيس جيمي كارتر قانون تنظيم وزارة الطاقة. ركز هذا المنصب في الأصل على إنتاج الطاقة وتنظيمها. سرعان ما تحول التركيز إلى تطوير التكنولوجيا لتنمية مصادر الطاقة أفضل وأكثر كفاءة بالإضافة إلى تعليم الطاقة. بعد نهاية الحرب الباردة ، تحول اهتمام القسم أيضًا نحو التخلص من النفايات المشعة والحفاظ على الجودة البيئية. يشغل منصب وزير الطاقة الحالي جينيفر جرانهولم منذ في 25 فبراير 2021، وهي ثاني امرأة تقود وزارة الطاقة.